# Cephalodella bertonicensis
Cephalodella bertonicensis är en hjuldjursart som beskrevs av Manfredi 1927. Cephalodella bertonicensis ingår i släktet Cephalodella och familjen Notommatidae. Inga underarter finns listade i Catalogue of Life.